# Therese Giehse
Therese Giehse, nata Therese Gift, (Monaco di Baviera, 6 marzo 1898 – Monaco di Baviera, 3 marzo 1975) è stata un'attrice tedesca.

## Biografia
Di famiglia tedesca ebraica, ebbe la sua prima esperienza teatrale nel 1920, divenendo celebre in teatro, nel cinema e nel cabaret politico. Fino al 1933 fu la star della Pfeffermühle, il cabaret di Erika Mann, la prima attrice del Munchner Kammerspiele.

## Filmografia parziale
- The Foreign Legionnaire (1928)
- Der Liebesexpreß (1931)
- Peter Voss, der Millionendieb (1932)
- Nacht der Versuchung (1932)
- La sposa venduta (Die verkaufte Braut) (1932)
- Die Zwei vom Südexpress (1932)
- Der Meisterdetektiv (1933)
- Rund um eine Million (1933)
- Die mißbrauchten Liebesbriefe (1940)
- Das Gespensterhaus (1942)
- Menschen, die vorüberziehen (1943)
- L'ultima speranza (Die letzte Chance) (1945)
- Il marchio di Caino (The Mark of Cain) (1947)
- Anna Karenina (1948)
- Herz der Welt (1952)
- Vater braucht eine Frau (1952)
- Muß man sich gleich scheiden lassen? (1953)
- All'est si muore (Kinder, Mütter und ein General) (1955)
- Roman einer Siebzehnjährigen (1955)
- Zärtliches Geheimnis (1956)
- Der 10. Mai (1957)
- Ragazze in uniforme (Mädchen in Uniform) (1958)
- Sturm im Wasserglas (1960)
- Cognome e nome: Lacombe Lucien (Lacombe, Lucien) (1974)
- Luna nera (Black Moon) (1975)